# Palatul Comunal, Buzău
Palatul Comunal este o clădire aflată în centrul orașului Buzău, România și care servește drept sediu al primăriei și consiliului local.

## Istoric
A fost construit în perioada 1899-1903 la comanda primarului orașului, Nicu Constantinescu, după un proiect al arhitectului Alexandru Săvulescu. Săvulescu a supervizat lucrările până în 1902, și atunci locul său la conducerea proiectului a fost preluat de arhitectul I. Kafșinski, cel care proiectase Palatul Poștei din București (azi sediul Muzeului Național de Istorie) și Palatul Culturii din Ploiești. Palatul a fost inaugurat în 1903, în prezența regelui Carol I și a principelui Ferdinand.
Palatul a fost bombardat la 8 august 1944 de avioane britanice, iar în noaptea de 27–28 august a fost incendiat. Armata sovietică a ocupat Buzăul în data de 28 august 1944, și, deoarece soldați germani erau baricadați în Palatul Comunal, s-a tras cu tunul, palatul arzând împreună cu arhiva. Palatul a fost reconstruit începând cu 1947.

## Arhitectură
Palatul este cea mai flamboaiantă creație a lui Săvulescu, într-un stil foarte particular care combină elemente neoromânești, în parte redate într-o matrice Art Nouveau, cu motive arhitecturale locale inspirate din cele care se găsesc la casele de negustori sau boieri buzoieni, precum și forme decorative ce fac trimitere la vița de vie, simbolizând o importantă componentă a economiei zonei. Capitelele de coloană sunt la rândul lor încoronate de ample pedimente, amintind de cele ale vechilor conace boierești de factură otoman balcanică, decorate cu monograma PC (Palatul Comunal), înconjurată de vrejuri și struguri de viță de vie. Capitelul însuși este format dintr-o interesantă compoziție din frunze de viță de vie. (Valentin Mandache, expert - casedeepoca.ro)

## Descriere
Cea mai importantă sală a Palatului Comunal era sala de recepții, decorată în stil venețian. În ea a avut loc ceremonia de inaugurare a clădirii. Tot acolo se țineau ședințele solemne de învestitură, recepții oficiale sau chiar concerte. Înaintea celui de al Doilea Război Mondial, Liga Culturală organiza anual în această sală un bal de 24 ianuarie. Primarul Pretor Grigorescu a achiziționat pentru această sală picturi ale mai multor artiști, printre care se numără Alexandru Moscu, Petre Bulgăraș, Ignat Bednarik. În timpul războiului, pentru a fi ferite de bombardamente, acestea au fost transferate la primăria comunei învecinate Simileasca, de unde doar puține din ele au fost recuperate după război.

## În memoria primarilor importanți
Intrarea Sălii de Festivități, situată la sfârșitul scării principale, este flancată de busturile a doi dintre cei mai importanți primari pe care i-a avut municipiul Buzău, pe stânga  Nicu Constantinescu (1840-1905), pe dreapta Stan Săraru (1898-1985). Din octombrie 2016, Sala de Festivități se numește Sala Nicu Constantinescu, iar Sala 24, cea care găzduiește ședințele de Consiliu Local Municipal, a devenit Sala Stan Săraru. Cu această ocazie, la intrările celor două săli, pe stânga, au fost montate plăci comemorative cu un scurt istoric bilingv (română și engleză) a ceea ce cei doi primari au realizat pentru orașul Buzău.